# Charles Spencer (9. hrabia Spencer)
Charles Edward Maurice Spencer (ur. 20 maja 1964) – brytyjski arystokrata, syn Edwarda Spencera, 8. hrabiego Spencer i jego pierwszej żony Frances Roche, córki 4. barona Fermoy. Jest młodszym bratem Diany, księżnej Walii i chrześniakiem królowej Elżbiety II.

## Życiorys
Kształcił się w Eton College i Magdalen College w Oxfordzie. Pełnił funkcję Page of Honour królowej Elżbiety w latach 1977–1979. Po śmierci ojca w 1992 roku został 9. hrabią Spencer i uzyskał prawo do zasiadania w Izbie Lordów. Przez 3 lata od roku 1993 był reporterem stacji NBC Super Channel.

## Małżeństwo i potomstwo
16 września 1989 roku w Great Brington poślubił modelkę Catherine Victorię Lockwood (ur. 1964), córkę Johna Lockwooda. Charles i Catherine mają razem syna i trzy córki:
- Lady Kitty Eleanor Spencer (ur. 28 grudnia 1990),
- Lady Eliza Victoria Spencer (ur. 10 lipca 1992),
- Lady Katya Amelia Spencer (ur. 10 lipca 1992),
- Louis Frederick John Spencer (ur. 14 marca 1994), wicehrabia Althorp.

Pierwsze małżeństwo lorda Spencera zakończyło się rozwodem 3 grudnia 1997 roku. Catherine poślubiła później Jonathana Aitkena, z którym ma jednego syna. Charles ponownie ożenił się 15 grudnia 2001 roku. Jego żoną została Caroline Victoria Hutton, była żona Matthew Freuda. Z tego małżeństwa Charles doczekał się syna i córki:
- Edmund Charles Spencer (ur. 6 października 2003),
- Lady Lara Spencer (ur. 16 marca 2006).

18 czerwca 2011 w Althorp House, Spencer poślubił Karen Gordon (Karen Villeneuve), kanadyjską filantropkę, fundatorkę i szefową „Executive of Whole Child International”. Mają razem córkę: 
- Lady Charlotte Diana Spencer (ur. 30 czerwca 2012).

## Publikacje
Hrabia Spencer napisał dwie książki o historii swojej rodziny: Althorp: The Story of an English House (wyd. 1998) i The Spencer Family (wyd. 1999). 
Po śmierci swojej siostry, księżnej Walii, lord Spencer doprowadził do tego, że jej pogrzeb odbył się w rodowej rezydencji Spencerów w Althorp. Charles wygłosił na tym pogrzebie mowę pogrzebową. Otworzył również muzeum w Althorp w imieniu księżnej Diany (jednym z eksponatów jest suknia ślubna księżnej Walii). Lord Spencer planuje wynajmować rezydencję z okazji ślubów, a zarobione pieniądze przeznaczyć na jej renowację.

## Genealogia

### Potomkowie
| Dzieci                                                  | Wnuki |
| lady Kitty Spencer (1990-) oo Michael Lewis (ślub 2021) |       |
| lady Eliza Spencer (1992-)                              |       |
| lady Katya Spencer (1992-)                              |       |
| Louis Spencer, wicehrabia Althorp (1994-)               |       |
| lord Edmund Spencer (2003-)                             |       |
| lady Lara Spencer (2006-)                               |       |
| lady Charlotte Spencer (2012-)                          |       |